# Municipio de Domžale
Domžale es un municipio de Eslovenia, situado en el centro del país. Su capital es Domžale.
En 2018 tiene 35 675 habitantes.
El municipio comprende las localidades de Bišče, Brdo, Brezje pri Dobu, Brezovica pri Dobu, Češenik, Depala vas, Dob, Dobovlje, Dolenje, Domžale, Dragomelj, Goričica pri Ihanu, Gorjuša, Groblje, Homec, Hudo, Ihan, Jasen, Kokošnje, Količevo, Kolovec , Krtina, Laze pri Domžalah, Mala Loka, Nožice, Podrečje, Prelog, Preserje pri Radomljah, Pšata, Rača, Račni Vrh, Radomlje, Rodica, Rova, Selo pri Ihanu, Spodnje Jarše, Srednje Jarše, Studenec pri Krtini, Sveta Trojica, Šentpavel pri Domžalah, Škocjan, Škrjančevo, Turnše, Vir, Zaboršt, Zagorica pri Rovah, Zalog pod Sveto Trojico, Zgornje Jarše, Žeje, Želodnik y Žiče.